# 엘리자베스 애슐리
엘리자베스 애슐리(Elizabeth Ashley, 1939년 8월 30일 ~ )는 미국의 배우이다.

## 출연 작품

### 영화
- 저스트 겟팅 스타티드 (2017) - 릴리 역